# 皇朝十二銭

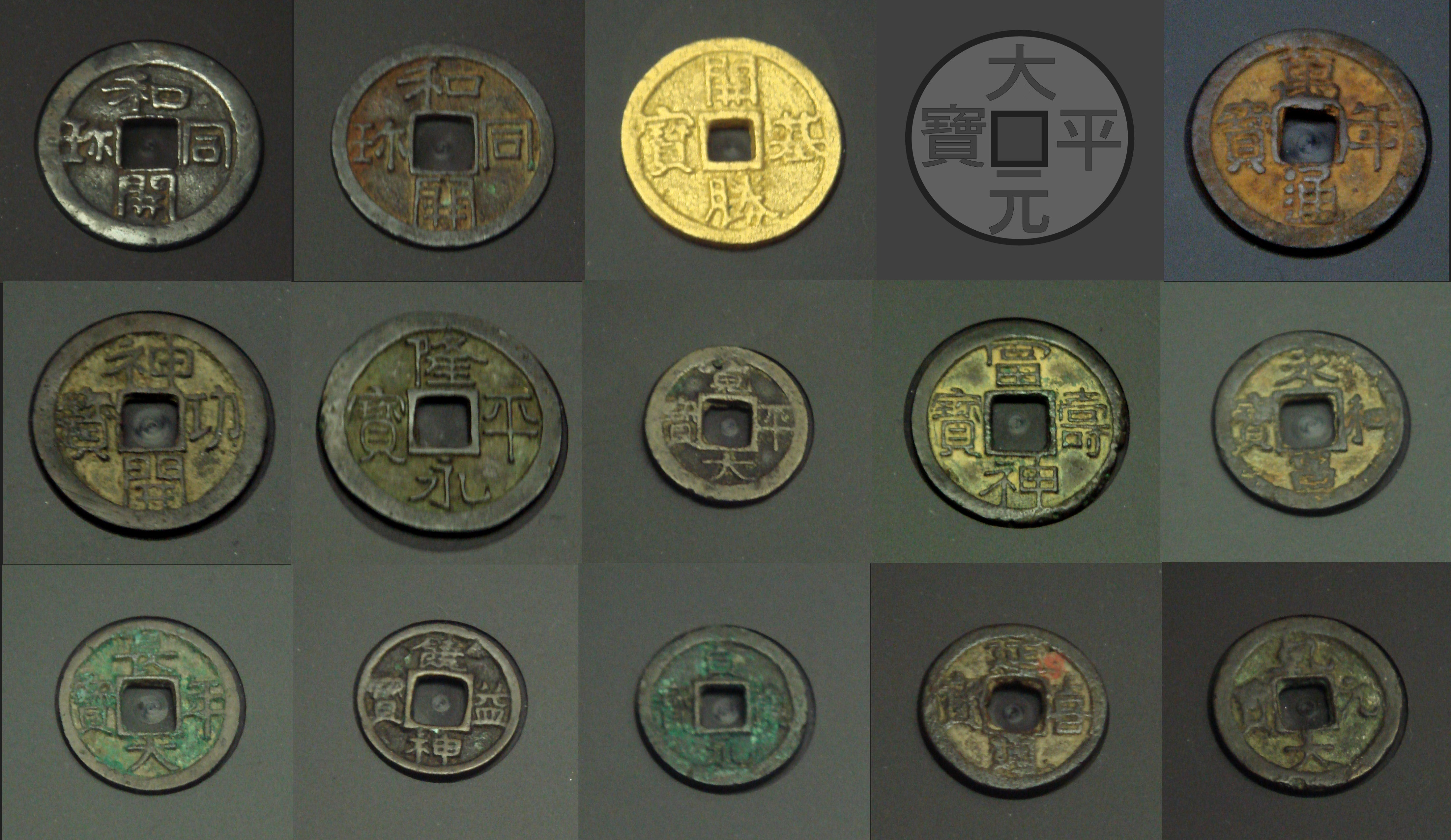
皇朝十二銭と関連銭貨。左上は和同開珎銀銭。金銭の開基勝寳は模造。なお、銀銭の大平元宝は現物が発見されていない。

皇朝十二銭（こうちょうじゅうにせん）は、708年（和銅元年）から963年（応和3年）にかけて律令制下の日本で鋳造された12種類の銅銭の総称。本朝十二銭（ほんちょうじゅうにせん）、皇朝十二文銭（こうちょうじゅうにもんせん）とも呼ばれる。

## 概要
皇朝十二銭は、以下の発行順に並べる12種類の銅銭の総称である。いずれも形は円形で中央に正方形の穴が開いている円形方孔の形式である。貨幣価値としては、律令政府が定めた通貨単位である1文として通用した。このほかに金銭の開基勝宝と銀銭の大平元宝が万年通宝と同時（760年）に鋳造されているが、これらは銅銭とは異なり、広く流通したものではなかったようであり、銅銭の通用価値を高く設定するための見せ金であったとする説がある。
| 画像 | 銭銘                  | 鋳造年                 |
| ---- | --------------------- | ---------------------- |
|      | 和同開珎              | 708年 （和銅元年）     |
|      | 万年通宝 （萬年通寳） | 760年 （天平宝字4年）  |
|      | 神功開宝 （神功開寳） | 765年 （天平神護元年） |
|      | 隆平永宝 （隆平永寳） | 796年 （延暦15年）     |
|      | 富寿神宝 （富壽神寳） | 818年 （弘仁9年）      |
|      | 承和昌宝 （承和昌寳） | 835年 （承和2年）      |
|      | 長年大宝 （長年大寳） | 848年 （嘉祥元年）     |
|      | 饒益神宝 （饒益神寳） | 859年 （貞観元年）     |
|      | 貞観永宝 （貞観永寳） | 870年 （貞観12年）     |
|      | 寛平大宝 （寛平大寳） | 890年 （寛平2年）      |
|      | 延喜通宝 （延喜通寳） | 907年 （延喜7年）      |
|      | 乾元大宝 （乹元大寳） | 958年 （天徳2年）      |

## 歴史

### 発行と経緯

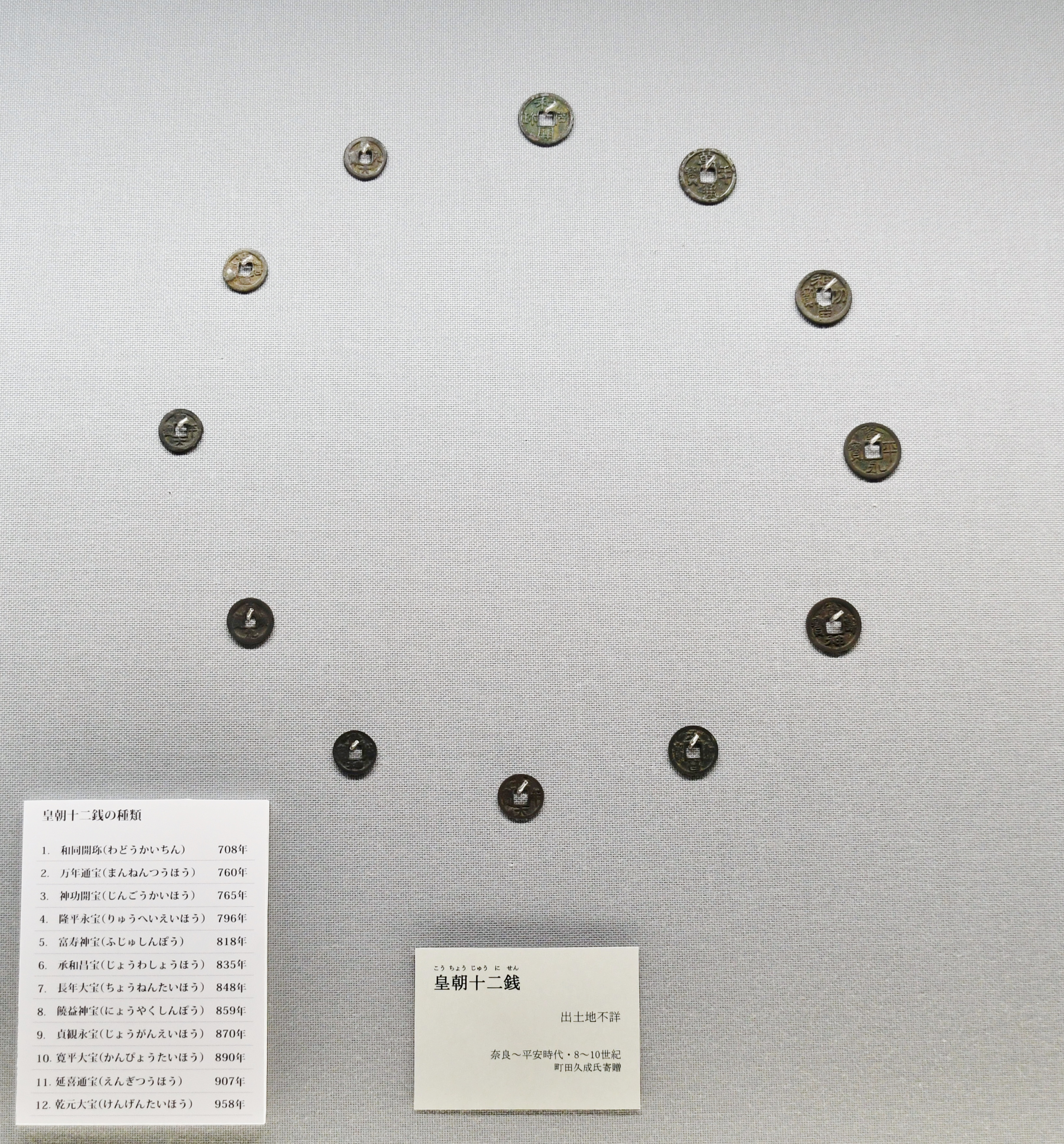
皇朝十二銭（東京国立博物館展示）

律令制下で皇朝十二銭が発行された目的としては、唐の開元通宝を手本とし、貨幣制度を整えるため、また、平城京遷都に必要となる莫大な経費を、銅地金本来の価値と貨幣価値との差額で賄うためということが挙げられる。
和同開珎は、日本で実際に流通したことがはっきりしている貨幣としては最古のものである。これより古い貨幣とされるものに富本銭、 無文銀銭があるが、これは実際に流通したかどうか、貨幣として使われていたかどうかは諸説ある。和同開珎発行から3年後の711年には、貨幣を多く蓄えたものに位階を与えるとする蓄銭叙位令が発布された。蓄銭奨励と流通促進とは矛盾しているが、銭貨の流通を促進するために発令されたと考えられている。しかし、実際に位階を与えた記録は、同年11月の1例しか残っていない。当時の日本は米や布などの物品貨幣が一般的であり、社会経済水準が貨幣を必ずしも要していなかったため、畿内とその周辺国以外にはあまり普及しなかったとも考えられる。また、仮に需要があったとしても、そもそも銅の生産量が絶対的に少なかった当時の日本では、実物貨幣に代わるだけの銅銭の製造は始めから困難であった（秩父黒谷における自然銅の発見を機に元号を「和銅」と改めてしまう程当時銅は貴重であり、また後述のように時代が下るにつれて急速に品質が悪化している）。ただし、発見地は北海道から熊本県まで全国各地におよんでいる。
和同開珎が発行されてから52年後、万年通宝への改鋳が行われた。この時、和同開珎10枚と万年通宝1枚との価値が等しいと定められた。この定めはその後の改鋳にも踏襲された。万年通宝は当時の実力者であった藤原仲麻呂が政権の誇示とその長久を願って発行し、次の神功開宝はその仲麻呂を滅ぼした称徳天皇と道鏡が自らの政権の正統性を示すために発行したとされ、経済への影響が考慮されない政治的な「大義名分」のための発行であった。
皇朝十二銭は改鋳を重ねるごとに大きさが縮小し、重量も減少、素材も劣悪化していった。当時の製錬法では利用できる銅資源が限られていたため、原材料の銅の生産量がーー年々低下したためである。もっとも、以降急激に劣悪化したとされている承和昌宝を基準として捉えると、その後の貨幣の大きさは承和昌宝から乾元大宝までほぼ一定であり、品質も寛平大宝まではほぼ同水準を保っていることから、承和昌宝を以降の銭貨の基準品質とする画期である、とみなす考えもある。
和同開珎が発行されて間もないころには、銭1文で米2kgが買えたが、9世紀中ごろには、買える米の量は100分の1から200分の1にまで激減してしまった。承和6年（839年）仁明天皇に召されて伴雄堅魚と伴須賀雄が囲碁で対局した際、1局につき承和昌宝4貫文を賭けたと記録されている。延喜通宝や最後の乾元大宝は、銅銭ではなく鉛銭であると言われるほど鉛の含有量が高いものが多く存在する。価値の低下した銭は、流通と交易の現場から忌避されるようになり、宋銭が大量に流入する12世紀後半まで、日本国内での銭の流通は限定されたものとなった。

### 破銭運動
当時の貨幣は小額通貨であり、高額取引では束ねて用いることが多かった。このため、一々ほどいて刻印を鑑定する手間がかかる上、これをおろそかにすれば贋金や沽価の低い唐宋銭が混じりやすく、インフレを招いた。これを「銭の値が卑しくなる」と表現している。政府は東西の市司に命じて物価を統制し、銭の価値を高く固定しようとしたが、このことはかえって安く仕入れた中国銭を素材に両替詐欺まがいの行為を助長させた。品位の低下はこれに拍車をかけた。和同銭に近い大きな中国銭を薄く小さな銭に変造するのはたやすいことである。
さらに問題なのは、新銭の発行ごとに行われた1000％のデノミである。もともと政府の設定した銭の価値に問題があり、新銭の価値が10倍である根拠がなかったため、市民からみれば、貯蔵している旧貨が両替によって10分の1に減ることは、大きな打撃であった。このため、大量に溶解して銅材とし、両替を拒んだのである。たとえば10枚の10円玉を新10円一枚に取り替えられるとすれば、旧10円は1円の価値でしかなくなるので銅にしたほうが得、という理屈である。新10円に100円の価値があると認められなければ、現在でも同様のことが起こりうる。これは和同開珎を始めとして日本の銭貨には中国の開元通宝よりもはるかに高い名目価値が設定され、やがて通用価値が下落したため、新たに発行される銭貨に高い名目価値を設定する目論見があったとする説がある。
さらに、前述したように、当時の製錬技術では、銅鉱石のなかでも日本で大量に産出する黄銅鉱など硫化銅を成分とするものは利用できず、孔雀石、黒銅鉱など酸化銅を成分とする限られた鉱石しか利用できなかった。日本各地の酸化銅鉱山では深刻な資源の枯渇にさらされており、銅の価値は上がっていた。少なくとも数億枚は発行が確認されている銭が、いくら経済発展があるとはいえなかなか回収できず、品位を下げざるをえなかったのは、破銭（銭を溶かして銅地金として利用する行為）が広く行われたためと理解される。
これに対し984年（永観2年）には「禁破銭令」が出される事態となり、新銭発行が極めて困難な状況になった。この禁令は社寺などに出されていることから見ても、朝廷が反対できないよう、銅灯篭など「国家安泰を祈願するため」の仏具に事寄せて溶解する方式が取られたのであろう。この結果、皇朝銭の現存枚数は記録と比較しても極めて少ないものとなり、特に後期のものは低品質の影響で錆び、刻字が読めるものはごく稀で現在の古銭市場ではかえって莫大な値打ち（数万円から数百万円程度）を招いているほどである。
加えて、当時の日本の支配層というべき後世平安貴族と称される人々が今日でいう経済学の知識を持ち合わせていなかった点も流通不振の原因であった。乾元大宝発行直後の959年（天徳3年）4月8日に新造された銭を伊勢神宮など11社に奉納して流通を祈願（『日本紀略』）し、986年（寛和2年）6月16日には諸社諸陵に銭の流通の祈祷（『本朝世紀』）させ、翌987年（永延元年）11月27日にも十五大寺に対して同様の命令（『日本紀略』）を出している。そして、987年（永延元年）3月16日には上賀茂神社の鳥居脇から和同開珎・万年通宝・神功開宝7合わせて782枚が発見されたことが朝廷に報告され、朝廷ではこれを流通させていいのかを神祇官・陰陽寮に対して占わせた（『日本紀略』）という。ところが、この時の事を詳細に記した藤原実資の日記『小右記』によれば、その古銭は鼠が鳥居脇から掘り出したという不自然な方法で発見され、しかも古銭の流通とともに新銭発行の可否を占わせたことが記されている（永延元年3月14・16日条）ことから、古銭発見そのものが新銭発行を推進する立場からの一種の「やらせ」行為があったとみられている。しかも、当時の乾元大宝よりも大きく良質な古銭を流通させた場合に本来過去の銭の10倍の価値で通用するとされていた乾元大宝の価値が暴落してしまうという問題については全く認識されていなかった。当時の支配層が経済と銭の関係に関する知識が無かったために銭の流通不振の原因を理解しておらず、対策も持ち合わせていなかったためにひたすら神仏の加護によって事態を解決しようとしていたことを示している。

### 発行の終焉
こうして、民間での、政府が発行する銅銭への信頼は失墜してしまい、使用されなくなった。乾元大宝が発行されたあと、朝廷の弱体化もあり、銅銭は発行されなくなった。その後、日本では11世紀初頭をもって貨幣使用の記録は途絶え、米や絹などの物品貨幣経済へと逆戻りしてしまう。ただし畿内などでは300年かけて形成された金属貨幣そのもののに対する需要が完全に無くなった訳ではなく、贓物（盗難品）の被害額をした贓物勘文や沽価法などの公定価格の決定には貨幣換算によるものが用いられてきた。やがて経済が発達すると、中国から輸入した宋銭、元銭、明銭などが用いられるようになった。
皇朝十二銭の廃絶後、宋銭が本格的に普及するまで、日本に貨幣がなかった空白期には、品物の価値を表すとき、「准絹法（じゅんけんほう）」といって、絹の量を基準にする方式が考案され、それが数世紀にわたって使用されることがあった。准絹法が考案された当初の11世紀ごろは標準的な絹の価値がそのまま使われていたと考えられるが、のち13世紀ごろになると、絹の実体を離れて架空の絹の価値を計算単位として用いるようになった。銭10文を指す「銭1疋」という単位は、このころの計算単位であった准絹1疋が銭10文であったことに由来する。准絹法は渡来銭の普及と共に14世紀ごろには使われなくなった。
皇朝十二銭が発行されなくなってから、日本の公鋳貨幣発行は長らく絶え、渡来銭や私鋳銭が流通した。銅銭の公鋳再開は乾元大宝の発行から600年以上後、江戸幕府による1608年（慶長13年）の慶長通宝あるいは1627年（寛永4年）の寛永通宝まで待つこととなる。

## 付言
準貨幣として用いられたものに「布貨」がある。中国では唐銭以前にも穴あき銭はあったが、その空白期には布や米などを貨幣代わりに用いた。国税にあたる「調布」はその名残である。また「贖銅（罰金）」にもちいられた銅や砂金、銀なども秤量貨幣の一種と見なすことができる。古代中国の刀銭などに代表される準貨幣としての貨布は、古墳時代の鉄鋌（てってい）などがこれにあたるとの見方がある。